# Arne Larsson
Arne Joseph Larsson fue un activista que contribuyó al uso del marcapasos, ayudando a otros pacientes con problemas cardíacos.
Nacido en Skultuna, Suecia, el 26 de mayo de 1915, fue la primera persona en la cual fue puesto el marcapasos implantable, en 1958, por el médico Ake Senning. Tuvo una longeva vida, falleció el 7 de noviembre de 2001 a la edad de 86 años por un melanoma.
Le fue implantado su primer marcapasos a la edad de 43 años. De joven tuvo problemas cardíacos, como taquicardia y leves arritmias. Sus primeros síntomas los sintió a los 21 años, corriendo en una carrera juvenil de su universidad. Desde entonces fueron muy comunes tales síntomas. Acudió varias veces a centros hospitalarios, y tras no obtener mejorías, estaba convencido de que su vida no sería larga. Según sus doctores, habría de llegar a los 50 años y no más. Accedió a implantarse el primer marcapasos que por su tamaño podía ser implantado, inventado por Ake Senning y Rune Elmquist. En el lapso de su vida tuvo un total de 25 marcapasos.